# 한국해양구조협회
한국해양구조협회(韓國海洋救助協會, Korea Maritime Rescue and Salvation Association)는 해수면에서의 수색구조·구난에 관한 기술·제도·문화 등의 연구·개발·홍보 및 행정기관이 위탁하는 업무의 수행과 해양 구조·구난 업계의 건전한 발전 및 기술향상을 도모하고, 해양재난구조대의 설치 및 운영에 관한 법률 제13조 제2항에 따라 해양재난구조대를 관리, 운영하기 위하여 해양경찰청 산하에 설치된 특수법정법인이다.
부산광역시 남구 신선로356번길 93에 위치하고 있다.

## 설립 근거
- 수상에서의 수색·구조 등에 관한 법률 제26조[1]

## 연혁
- 2013년 1월 23일: 사단법인 한국해양구조협회 창립
- 2016년 7월 13일: 인천에서 부산으로 본부 이전

## 조직

### 총회

#### 회장 김성태

##### 사무총장 이강덕
- 부회장단
- 이사회

- 경영지원본부
- 교육연구본부
- 구조구난본부